# Emil Nolde
Emile Nolde (Nolde, Észak-Schleswig, 1867. augusztus 7. – Seebüll, Észak-Frízföld, 1956. április 15.) német festő és grafikus, az északi expresszionizmus képviselője.

## Életpályája
Eredeti neve Emil Hansen. Noldéban született és ennek a falunak a nevét vette fel. Nolde volt az egyik legjelentősebb az északnémet festők között. Művészetének középpontjában a tájfestés állt. Paraszti sorból származott. Magányos, állandó viharok és tenger fenyegette tájon nőtt fel. A természetben látható formák életre keltek képzeletében és gyakran változtak fantomokká, groteszk démonokká.
Szabadon használta az eszközöket. Minden nyáron fél évet magányosan töltött egy szigeten. Ekkor festette tenger-témájú képeit, mely egy 21 darabból álló sorozat. (1910-1911). A tenger és az ég kapcsolatára fókuszál rá. A motívumai állandó változásban vannak. Az anyag a lényeg. Absztrahál, hogy a természeti erőket meg tudja ragadni. Erőszakos és tragikus festészete megidézi Mark Rothko monokróm festészetét. Hagyta, hogy ösztönei irányítsák, színekkel próbálta kifejezni látomásait. A természet láttán érzett emóció extázissá nőtt benne. Expresszív fénylő színeit, hol ujjal, hol ecsettel, hol kartondarabbal hordta fel a vászonra. Ez a Brücke festőire oly jellemző színkavalkád „drámai” expresszionizmus néven ismert.
1906-ban csatlakozott a Die Brücke-hez, de másfél év múlva már ott is hagyta őket.
1910-ben őt is magával ragadta a berlini nagyváros varázsa, vázlatokat készít a kikötőkről, és a nyüzsgő éttermekben, kávéházakban, kabarékban. De leglényegesebb munkáinak ekkor is a vallásos műveket tartotta.
Nolde másik oldala: bibliai jeleneteket ábrázolt paraszti öltözetbe bujtatva. Fundamentalista pietizmus. Az alakjai karikatúraszerűek. 1909-ben készíti el első ilyen sorozatát, mely az Ótestamentumot foglalja magába. Hogy formába önthesse elemi erővel feltörő érzéseit, megkeményítette színeit, nagy sík felületre hordta fel őket, s lemondott a külső valóság ábrázolásáról.
Második sorozata az Ótestamentumot foglalja magába. Profán elemeket alkalmaz. Tonikus energiák szabadulnak fel.
Nolde Önéletrajza 1931-ben Berlinben jelent meg. Seebülli háza 1957 óta múzeum.

## Művei
| - Őszi tenger I. (1910) - Őszi tenger XI. (1910) - Őszi tenger (1910) - Borongós tájkép (1910) - Tájkép I. - Tájkép II. - Naplemente - Trópusi Nap (1914) - Piazza San Dominico II. (1905) - Virágos kert (1908) - Kabaré közönség: (1911) - Kávézóban (1911) - Pierrot és meztelen nők - Gyertya-táncosok (1912) - Csendélet táncosokkal (1914) - Táncosok (1920) - Krisztus kigúnyolása (1909) - Pünkösd (1909) | - Krisztus a gyerekekkel (1909) - Az utolsó vacsora (1909) - Tánc az aranyborjú körül (1910) - Bibliai jelenet - Triptichon: Egyiptomi Mária - Egyiptomi Mária halála - Egyiptomi Mária egy Mária szobor előtt - Remete a fán(1931) - Tibeti tárgyak - Fiatal fekete lovak (1916) - Elragadtatás (1919) - A citromkertben (1920) - Találkozás a tengerparton (1925) - Alakok a tájban - Anya gyermekkel I. - Anya gyermekkel II. - Liliom - Macskák |